# Erhard Ragwitz
Erhard (Eberhard) Ragwitz (1. september 1933 i Königsberg, død 16. december 2017) var en tysk komponist, lærer og professor.
Ragwitz studerede musik, musikundervisning og komposition på Halle Universitet, og på Hochschule für Musik und Theater "Felix Mendelssohn Bartholdy" Leipzig hos bl.a. Ottmar Gerster.
Han skrev 2 symfonier, orkesterværker, kammermusik, instrumentalværker etc.
Ragwitz underviste som lærer senere professor i komposition og musikteori på Musikuniversitetet Hanns Eisler Berlin.

## Udvalgte værker
- Symfoni nr. 1 "Sinfonia intrada" (1975) - for orkester
- Symfoni nr. 2 (1980) - for orkester
- Festoverture (1965) - for orkester
- Suite (1965) - for orkester
- "Tre satser" (1967) - for strygeorkester
- "Divertimento" (1968) - for strygeorkester og pauker